# Девлет-Гельды
Девле́т-Гельды́ (укр. Девлет-Гельди, крымскотат. Devlet Geldi, Девлет Гельди) — исчезнувшее село в Первомайском районе Республики Крым, располагавшееся в центре района, в степной части Крыма, примерно, у восточной окраина современного села Войково.

## История
Первое документальное упоминание села встречается в Камеральном Описании Крыма… 1784 года, судя по которому, в последний период Крымского ханства Девлет-Гаджи входил в Караул кадылык Перекопского каймаканства. После присоединения Крыма к России (8) 19 апреля 1783 года, (8) 19 февраля 1784 года, именным указом Екатерины II сенату, на территории бывшего Крымского Ханства была образована Таврическая область и деревня была приписана к Перекопскому уезду. После Павловских реформ, с 1796 по 1802 год, входила в Акмечетский уезд Новороссийской губернии. По новому административному делению, после создания 8 (20) октября 1802 года Таврической губернии, Девлет-Гелды был включён в состав Кучук-Кабачской волости Перекопского уезда.
По Ведомости о всех селениях в Перекопском уезде состоящих с показанием в которой волости сколько числом дворов и душ… от 21 октября 1805 года в деревне Девлет Гелды числилось 8 дворов и 50 жителей, исключительно крымских татар. На военно-топографической карте генерал-майора Мухина 1817 года деревня Девлет кельды обозначена с 8 дворами. После реформы волостного деления 1829 года деревню, согласно «Ведомости о казённых волостях Таврической губернии 1829 года» отнесли к Агъярской волости (переименованной из Кучук-Кабачской). Видимо, в те годы, вследствие эмиграции крымских татар в Турцию, деревня заметно опустела и на карте 1842 года Девлет-Гелды обозначен условным знаком «малая деревня», то есть, менее 5 дворов. На карте Шуберта 1865 года селение ещё обозначено, а на карте с корректурой 1876 года его уже нет.